# Tärendö landskommun
Tärendö landskommun var en tidigare kommun i Norrbottens län. Centralort var Tärendö och kommunkod 1952-1970 var 2520.

## Administrativ historik
Tärendö landskommun bildades genom en utbrytning  ur Pajala landskommun den 1 januari 1885.
Kommunreformen 1952 påverkade inte indelningarna i området, då varken Västerbottens eller Norrbottens län berördes av reformen. 1971 uppgick den i den nya Pajala kommun.

### Kyrklig tillhörighet
I kyrkligt hänseende tillhörde kommunen Tärendö församling.

## Kommunvapnet
Blasonering: I blått fält en balkvis genombruten bjälke av silver.
Detta vapen fastställdes av Kungl. Maj:t den 20 september 1951. Vapnet representerar den i kommunen förekommande bifurkationen, Tärendö älv, som är den största i Sverige och en av de största i världen.

## Geografi
Tärendö landskommun omfattade den 1 januari 1952 en areal av 1 707,90 km², varav 1 665,20 km² land.

### Tätorter i kommunen 1960
| Tätort        | Folkmängd |
| ------------- | --------- |
| Tärendö       | 621       |
| Kainulasjärvi | 322       |
| Saittarova    | 266       |

Tätortsgraden i kommunen var den 1 november 1960 54,6 procent.

## Politik

### Mandatfördelning i valen 1938-1966
| 10 | 5 | 4 | 1 |

| 19 |

| 8 | 3 | 9 |

| 19 |

| 8 | 3 | 7 | 2 |

| 18 |

| 5 | 6 | 5 | 4 |

| 20 |

| 6 | 6 | 4 | 2 | 2 |

| 20 |

| 3 | 9 | 3 | 3 | 2 |

| 20 |

| 1 | 19 |

| 20 |

| 5 | 5 | 2 | 5 | 3 |

| 20 |

### Fotnoter
1. ↑  Per Andersson: Sveriges kommunindelning 1863-1993, Draking, Mjölby 1993, ISBN 91-87784-05-X, s. 100
2. 1 2  SCB Folkräkningen 1950 del 1 Arkiverad 29 oktober 2013 hämtat från the Wayback Machine. sida 18 & 191 i pdf:en
3. ↑  ”Svenska Heraldiska Föreningens vapendatabas”. Arkiverad från originalet den 18 oktober 2012. https://web.archive.org/web/20121018011750/http://databas.heraldik.se/index.php. Läst 26 januari 2011.
4. ↑  SCB Folkräkningen 1960 del 2 Arkiverad 24 september 2015 hämtat från the Wayback Machine. sida 47 i pdf:en